# Lucas Schoofs
Lucas Schoofs (Koersel, 3 gennaio 1997) è un calciatore belga, centrocampista del Lommel.

## Caratteristiche tecniche
È un mediano.

## Carriera

### Club
Cresciuto nelle giovanili del Lommel Utd, ha esordito in prima squadra il 27 aprile 2014 in occasione del match vinto 2-1 contro il Sint-Truiden.

### Nazionale
Ha giocato nella nazionale belga Under-19.

## Statistiche

### Presenze e reti nei club
Statistiche aggiornate al 6 gennaio 2017.
| Stagione        | Squadra         | Campionato      | Campionato | Campionato | Coppe nazionali | Coppe nazionali | Coppe nazionali | Coppe continentali | Coppe continentali | Coppe continentali | Altre coppe | Altre coppe | Altre coppe | Totale | Totale | Totale |
| Stagione        | Squadra         | Comp            | Pres       | Reti       | Comp            | Pres            | Reti            | Comp               | Pres               | Reti               | Comp        | Pres        | Reti        | Pres   | Reti   |        |
| --------------- | --------------- | --------------- | ---------- | ---------- | --------------- | --------------- | --------------- | ------------------ | ------------------ | ------------------ | ----------- | ----------- | ----------- | ------ | ------ | ------ |
| 2013-2014       | Lommel Utd      | D2              | 1          | 0          | CB              | 0               | 0               |                    | -                  | -                  |             | -           | -           | 1      | 0      |        |
| 2014-2015       | Lommel Utd      | D2              | 25+6       | 4          | CB              | 2               | 0               |                    | -                  | -                  |             | -           | -           | 33     | 4      |        |
| 2015-2016       | Lommel Utd      | D2              | 31         | 0          | CB              | 2               | 0               |                    | -                  | -                  |             | -           | -           | 33     | 2      |        |
| Totale carriera | Totale carriera | Totale carriera | 63         | 4          |                 | 4               | 0               |                    | -                  | -                  |             | -           | -           | 67     | 4      |        |
| 2016-gen. 2017  | Gent            | D1              | 0          | 0          | CB              | 0               | 0               | UEL                | 1                  | 0                  |             | -           | -           | 1      | 0      |        |
| gen.-giu. 2017  | OH Lovanio      | D2              | 10         | 0          | CB              | 0               | 0               |                    | -                  | -                  |             | -           | -           | 10     | 0      |        |
| 2017-gen. 2018  | Gent            | D1              | 0          | 0          | CB              | 0               | 0               | UEL                | 0                  | 0                  |             | -           | -           | 0      | 0      |        |
| gen.-giu. 2018  | NAC Breda       | ED              | 5          | 0          | CO              | 0               | 0               |                    | -                  | -                  |             | -           | -           | 5      | 0      |        |
| Totale carriera | Totale carriera | Totale carriera | 78         | 4          |                 | 4               | 0               |                    | 1                  | 0                  |             | -           | -           | 83     | 4      |        |

## Palmarès

### Club

#### Competizioni nazionali
- Eerste Divisie: 1

Heracles Almelo: 2022-2023